# 日瓦戈医生 (电影)
是1965年由大衛·連執導的愛情史詩式電影，改编自俄國作家鮑里斯·巴斯特納克的同名小说。

## 劇情
故事主要圍繞1905年至1921年的動蕩時代發生，由1905年的血腥星期日及第一次俄國革命開始，到第一次世界大戰、第二次俄國革命、俄國內戰、沙皇尼古拉二世被推翻及蘇聯成立。而敘述往事的情節則發生於1950年代中期至後期，不過電影中並沒有提及明確的日期。

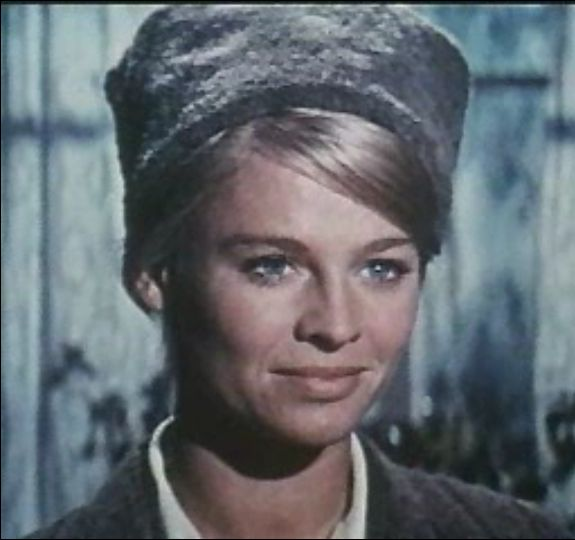
茱莉·姬絲蒂在電影中飾演的拉娜

電影敘述尤里·齊瓦哥的同父異母哥哥－葉格拉夫·齊瓦哥其後在一項水壩工程項目中找到一位名為塔妮亞（丽塔·塔欣厄姆飾演）的年輕女子。葉格拉夫相信塔妮亞就是他的姪女，並向塔妮亞憶述其作為詩人及醫生的父親－齊瓦哥的故事。雖然憶述往事的場面在電影中偶爾出現，但卻與往事中的其他角色沒有太大的迴響。
葉格拉夫闡述了齊瓦哥醫生的一生。齊瓦哥醫生自小父母双亡（電影的序幕就是齊瓦哥母親的葬禮），只遺下一個巴拉莱卡琴。自此齊瓦哥與舅父亞歷山大·格羅米科（拉爾夫·理查德森飾演）、舅母安娜 （西奧班·麥肯納飾演）及他們的女兒東妮雅（成年後由杰拉爾丁·卓別林飾演）同住。因為亞歷山大是一名居住在莫斯科的退休大學教授，所以年輕時的齊瓦哥可以在醫學院中跟隨教授－包里斯·科特（杰弗裡·基恩飾演）醫生學習醫術。
雖然此時的齊瓦哥已是一位薄有名氣的詩人，但齊瓦哥認為當詩人不足以維生，所以決意成為一位醫生。與此同時，有政治背景的律師－維多·柯馬洛夫斯基（洛·史泰格飾演）跟當裁縫的拉娜母親（阿德琳妮·柯瑞飾演）有着非比尋常的關係。而維多亦是齊瓦哥醫生父親生前的朋友及生意上的夥伴。
拉娜的朋友帕夏·安提波夫（湯姆·寇特內飾演），一名理想主義的年輕人。帕夏在一次和平抗議集會中，被一個哥薩克人以軍刀所傷，並在臉頰上留下一道明顯的疤痕。帕夏讓臉上這道疤痕伴隨他一生，一半是因為男子氣概，另一半是因為他低微的社會地位，沒有機會接受治療。就在帕夏受傷的同一個晚上，維多把拉娜帶到一家優雅的餐廳（拉娜代替了生病的母親赴會），並誘姦拉娜。
拉娜對維多變得無法自拔，直至她母親得知她跟維多的關係，並試圖以服食碘自殺。維多發現拉娜自殺的母親後，隨即找來教授科特及他的助手－齊瓦哥幫忙。這次亦是拉娜跟齊瓦哥的第一次相遇。
其後帕夏投身俄國革命黨，並告訴維多他要迎娶拉娜。維多勸阻拉娜後把她強姦，更指她的熱情舉動証明她是一個蕩婦。拉娜為了報仇，帶手槍跟蹤維多到一個聖誕派對（齊瓦哥與東妮雅在此宣佈訂婚），射傷了維多的手臂。維多不追究，只要拉娜離開而已。最後拉娜在帕夏的陪同下離開；帕夏隨後得知拉娜與維多的姦情，雖然很痛苦，但還是原諒了拉娜。
劇情轉到1914年8月的第一次世界大戰，葉格拉夫因希望停止戰爭而從軍；此時已與東妮雅結婚的齊瓦哥及教授科特成為軍隊的醫護人員；帕夏則投身志願軍，並成為了軍隊中的英雄人物。當第二次俄國革命爆發，拉娜為了到前線尋找帕夏而成為護士，但傳聞帕夏已經戰死沙場。隨後俄軍出現大規模的逃亡。
在拉娜與一群逃兵逃亡期間，遇上了正趕赴前線的換防部隊及齊瓦哥。軍官命令換防部隊提高警戒，而逃兵們也有人開始想逃跑，當他們交錯而過時，換防部隊半推半就地加入了逃兵，一陣交火，但有些人沒死，齊瓦哥邀請拉娜幫忙照顧傷者。二人在鄉村建立了一家臨時醫院直至戰爭結束才分開。
齊瓦哥回到莫斯科，才知道舅母安娜已經逝世，而舅父格羅米科的住所被革命政府分配給二、三十個不相干的貧苦人士。不過齊瓦哥亦終於第一次見到自己的兒子－沙夏，並在當地的醫院繼續以前的工作。某一個晚上，因為家中的糧食及燃料短缺，齊瓦哥打算偷一些木籬笆回家生火取暖，就在此時被葉格拉夫發現並與他一起回到家中。葉格拉夫告訴齊瓦哥，齊瓦哥寫的詩被政府判定為叛黨，除了齊瓦哥本人，齊瓦哥的家人亦有可能因而受到牽連。所以葉格拉夫安排齊瓦哥一家乘火車前往烏拉山脈的「瓦立京諾」（Varyniko），到格羅米科的祖宅暫避。
齊瓦哥與妻子東妮雅、兒子沙夏及舅父格羅米科登上一列守衛森嚴的運牛火車；火車上還有包括無政府主義知識份子－柯斯托耶·阿摩斯基（克勞斯·金斯基飾演）在內，被政府徵召的一群工人，以及以及一大隊士兵。火車經過一個曾被紅軍砲轟，名為明克（Mink）的村莊，而紅軍的指揮官史特尼柯夫，竟是傳說中已戰死帕夏的化名。火車在村莊停下，齊瓦哥便下車及走到史特尼柯夫的火車附近，因被懷疑是刺客而被拘捕。
事後齊瓦哥被帶到史特尼柯夫面前，二人對話後，齊瓦哥想起曾在自己宣佈訂婚的聖誕派對中見過史特尼柯夫。史特尼柯夫告訴齊瓦哥，拉娜在一個被白軍佔領，名為「尤立亞廷」（Yuryatin）的市鎮生活。最後史特尼柯夫派人把齊瓦哥送回車上，而之前與齊瓦哥同樣被拘捕的人，大部份經過史特尼柯夫審問後就地正法。齊瓦哥一家抵瓦立京諾後，發現格羅米科的祖宅已被政府抄家並貼上封條。齊瓦哥恐被定為反革命而被處死，一家不敢進入大屋，只在一間小木屋生活到翌年的春天。
齊瓦哥前往尤立亞廷尋找拉娜，而拉娜亦在當地的圖書館工作。二人相遇後相戀，並發生了性關係。齊瓦哥對妻子東妮雅感到十分內疚，直至東妮雅懷孕，齊瓦哥再次前往尤立亞廷及與拉娜分手，卻在返回瓦立京諾途中，齊瓦哥被遊擊隊俘虜，並被編排到李伯留（熱拉爾·蒂希飾演）的部隊工作。在遊擊隊中以醫護人員的身分工作了差不多兩年，齊瓦哥成功逃脫，但此時他的家人都已經移居法國巴黎。他重返拉娜在尤立亞廷的家，而拉娜亦讓他留下。二人重修舊好，但好景不常，維多在一個晚上來訪，並說因為拉娜是史特尼柯夫的妻子（史特尼柯夫此時在政府已經失勢），所以他們正被俄國共產黨監視。雖然維多提出協助他們逃亡，但是他們斷然拒絕。二人帶同拉娜的女兒卡蒂雅到瓦立京諾居住，齊瓦哥在這裡再次開始寫詩，日後令他成為著名的詩人外，更招來共產黨的不滿。
這時維多再次出現，說史特尼柯夫已經在被捕行刑前自殺；而之前沒有拘捕拉娜，只是為令史特尼柯夫跌進陷阱。所以現在拉娜随時存在危險。起初齊瓦哥未有理會，但維多說出史特尼柯夫在瓦立京諾五哩之外的公路上被捕，齊瓦哥才答應讓拉娜跟維多離開。此時維多已被委任為远东共和国的司法部長，但齊瓦哥最後仍留在瓦立京諾。
數年之後，病弱的齊瓦哥回到莫斯科，哥哥葉格拉夫替他找到了一份醫院的工作。在齊瓦哥上班的第一天，他坐在電車上看見街上的一名女子，並發現就是拉娜，他隨即下車並走在拉娜後面，卻因心臟病發而倒下，拉娜沒有見到他，也沒有聽到他的叫喚。
齊瓦哥的著作因為共產黨改變方針而獲准發行，齊瓦哥的葬禮亦引來大批民眾出席。之後拉娜來到齊瓦哥的喪禮，驚訝之餘，更是傷心欲絕。之前拉娜在蒙古因革命爆發而與她及齊瓦哥的女兒失散，在葉格拉夫的幫助寻找下，仍然是徒勞無功。當拉娜見過數百名孤兒後，使決定放棄。
電影開始，齊瓦哥的母親去世（電影的序幕就是她的葬禮）並遺下了一個巴拉娜卡琴給齊瓦哥。齊瓦哥的養父跟他說：「這是母親給你的禮物。」在電影中經常提到齊瓦哥的藝術天份，而齊瓦哥最後亦成為著名的詩人。在電影的末段，葉格拉夫向塔妮亞說出了齊瓦哥的一生，塔妮亞不願意肯定或否定是葉格拉夫的姪女，並與男朋友離開。此時葉格拉夫察覺東妮雅背上有一個巴拉娜卡琴匣。塔妮亞男友说道她雖然從未學習過，但卻擅長彈奏。葉格拉夫說東妮雅的音乐天份是一份禮物，即肯定塔妮亞就是齊瓦哥的女兒。電影亦於這時終結。

## 演員
- 奧瑪·雪瑞夫飾演尤里·齊瓦哥醫生
- 茱莉·姬絲蒂飾演拉娜·安提波娃
- 杰拉爾丁·卓別林（英语：Geraldine Chaplin）飾演東妮雅·格羅米科
- 洛·史泰格飾演維多
- 亞歷·堅尼斯飾演葉格拉夫·齊瓦哥
- 湯姆·寇特內飾演帕夏·安提波夫
- 西奧班·麥肯納（英语：Siobhán McKenna）飾演安娜·格羅米科
- 拉爾夫·理查森（英语：Ralph Richardson）飾演亞歷山大·格羅米科
- 丽塔·塔欣厄姆飾演東妮雅·柯馬洛夫斯加
- 克勞斯·金斯基飾演柯斯托耶·阿摩斯基
- 熱拉爾·蒂希（英语：Gérard Tichy）飾演李伯留
- 諾埃爾·威爾曼（英语：Noel Willman）飾演Commissar Razin
- 杰弗裡·基恩（英语：Geoffrey Keen）飾演科特教授
- 傑克·麥克高蘭（英语：Jack MacGowran）飾演土地管理員Petya

## 背景
這齣由大衛·連執導的著名電影得以面世，是基於多個原因。鮑里斯·巴斯特納克的原著小說舉世知名，電影監製卡洛·蓬蒂更是希望她的妻子蘇菲亞·羅蘭，可以藉演出此電影展示她的才華。導演大衛·連在執導《沙漠梟雄》（1962年）一片後並獲得空前成功，卻因《阿拉伯的勞倫斯》以動作及冒險為主，所以決意拍攝一齣浪漫愛情電影。曾在《阿拉伯的勞倫斯》中飾演托馬斯·愛德華·勞倫斯的左右手－謝里夫·阿里一角的演員奧瑪·雪瑞夫，在得知大衛·連決定開拍《日瓦戈医生》片後，因為喜歡原著小說而自薦飾演劇中帕夏·安提波夫一角（最後該角色由湯姆·寇特內飾演）。而因在《阿拉伯的勞倫斯》中飾演托馬斯·愛德華·勞倫斯的演員彼得·奧圖拒演齊瓦哥一角，大衛·連建議由奧瑪·雪瑞夫飾演齊瓦哥，奧瑪·雪瑞夫本人亦因此感到訝異（麥斯·馮·西度及保羅·紐曼亦曾在大衛·連的考慮之列）。亦因馬龍·白蘭度及詹姆士·梅遜先後拒演維多一角，最後由洛·史泰格飾演。柯德莉·夏萍曾被考慮飾演東妮雅·格羅米科，電影編劇羅伯特·博爾特同時遊說亞伯特·芬尼飾演帕夏一角。不過，大衛·連卻以索非婭·羅蘭「太高」，並不適合飾演拉娜，成功說服卡洛（並且透露羅伯特·鮑特無法接受索非婭·羅蘭在早段電影中飾演一名未婚女子）；除此之外，伊薇特·米米厄、莎拉·邁爾斯及珍·芳達也曾被考慮。基於茱莉·姬絲蒂在電影《說謊者比利》（1963年）中的表現及約翰·福特（茱莉·姬絲蒂參演電影《鵑血忠魂》（Young Cassidy）的導演）的推薦下，拉娜一角最終落入茱莉·姬絲蒂手中。
當時原著小說在蘇聯被禁，所以電影大部時間在西班牙拍攝，並長達十個月。整個莫斯科的佈景在馬德里外搭建；而齊瓦哥跟拉娜 安提波娃在第一次世界大戰期間建立的臨時醫院，以及格羅米科在瓦立京諾的祖宅，則在索里亞拍攝。由於在西班牙無法拍攝漫天風雪的情景，電影中部份冬季的情節（主要是外景），以及齊瓦哥從遊擊隊中逃脫一幕，都是在芬蘭拍攝。至於齊瓦哥一家乘坐火車到烏拉山脈的情節，則是在加拿大拍攝。
在瓦立京諾的「冰宮」同樣在索里亞拍攝，只是把冰凍的蜂蠟填滿屋內。遊擊隊衝鋒橫渡結冰的湖面的一幕，是把鐵板放在乾涸的河床上，再加上大理石的粉末作為假雪。電影中大部份冬季的景像都是在溫暖的氣候中拍攝，部份時間溫度更是高達攝氏三十二度。

## 電影與原著小說不同之處
這齣電影一般來說可算是忠於原著，主要情節未有刪改，而故事亦只從小說中作出少量的修改。但是雖然有些細節－尤其是小說中的歷史及政治方面，都經過掩飾或修改。小說中差不多一半的角色未有在電影中出現，部份角色的出場機會亦明顯被刪減（尤以安娜·格羅米科, 帕夏·安提波夫及遊擊隊指揮官李伯留為甚）。其他只在電影中出現的角色（革命黨的Kuril、遊擊隊的逃兵、Commissar Razin及瓦立京諾的土地管理員Petya）均是合併小說中的角色而來的原創人物。甚多影評家指電影中對第一次世界大戰的描述，被刪減至只有五分鐘的片段；以及齊瓦哥在遊擊隊中擔當醫護人員的情節，雖然在小說中有差不多七十頁的描寫，但在電影中並未有花太多的時間敘述。
這些情節上的刪減應該是導演大衛·連的主張，在編劇羅伯特·博爾特的劇本中即使以簡略的方式處理歷史及政治背景，卻有更深入的描述。齊瓦哥身處遊擊隊的情節中，小說中曾提及李伯留殺害瀕死的遊擊隊隊員。齊瓦哥在逃脫後，他的馬匹被一群無家可歸的小孩殺死作為食物。當齊瓦哥經過一群小孩之中，小說亦曾暗示這群小孩吃掉他們父母的屍體。
在電影跟小說中變化最大的角色，相信是帕夏一角。在小說中，帕夏是一名對革命一知半解及厭惡政治的軍事領袖，他最終失勢亦因為他不是真正的革命黨員。不過在電影開始時，羅伯特·鮑特把他描寫成一個革命黨的中堅份子，儘管隨故事發展，他變得比以前無情。小說中失勢後回到「瓦立京諾」的帕夏，與齊瓦哥見面後自殺身亡。羅伯特·鮑特本想把這段情節搬到電影，大衛·連卻刪減了這一幕，改為由維多道出史特尼柯夫的結局。
而故事發生數十年後，葉格拉夫與東妮雅會面的情節，亦是在電影中加插，用以帶出對往事的敘述。奧瑪·雪瑞夫事後亦笑言加插這段情節，是為了安慰觀眾齊瓦哥與拉娜最終成為一對，即使觀眾要在電影開始後兩小時才得知這結果。

## 外界反應
儘管電影在票房上取得驕人成績，被提名奧斯卡金像獎並獲得多個獎項；但亦有大量影評人抨擊電影過於冗長，以及電影中對齊瓦哥與拉娜 安提波娃之間的浪漫戀情。在試映會後，電影被批評冗長及步伐緩慢；導演大衛·連在正式公映前從原長超過220分鐘的影片中，剪掉十七分鐘的片段，而被剪掉的片段最終不知所終。大衛·連認為這些批評都是針對性，並表示餘生不會執導其他電影。幸而，數名評論家－包括理查德·席克爾及Anna Lee為電影平反，而票房的成績亦令對大衛·連的批評不擊自破。大衛·連其後於1970年執導電影《雷恩的女兒》，餘下只有1984年他最後的電影－《印度之旅》。
大衛·連執導的電影《齊瓦哥醫生》經歷時間的考驗，電影對流行文化及時裝留下持久的標記，時至今日仍是一齣著名電影。電影中莫里斯·賈爾讓人縈繞於心頭的配樂－特別是《拉娜之歌》，成為電影史上最著名的配樂之一。事隔多年，電影已經獲得高度殊榮，在今時今日與大衛·連執導的電影《沙漠梟雄》、《相見恨晚》及《桂河大橋》被受讚揚，更被譽為大衛·連的最高傑作之一。
電影與小說在蘇聯同樣被禁，直至蘇聯解體後的1994年才在俄羅斯上映。

### 美國電影學會百年系列
- 美國電影學會百年百大電影第三十九位（1998年，但於2007年重選中跌出百大之外）
- 美國電影學會百年百大愛情電影第七位（2002年）

## 獎項

### 奧斯卡金像獎
- 最佳影片（提名）
- 最佳導演（大衛·連，提名）
- 最佳改編劇本（羅伯特·鮑特，獲獎）
- 最佳男配角 （Tom Courtenay飾演帕夏 安提波夫，提名）
- 最佳藝術指導（John Box、Terry Marsh及Dario Simoni，獲獎）
- 最佳攝影（Freddie Young，獲獎）
- 最佳剪接（Norman Savage，提名）
- 最佳混音（提名）
- 最佳配樂（莫里斯·賈爾，獲獎）
- 最佳服裝設計（Phyllis Dalton，獲獎）

### 金球獎
- 最佳戲劇影片
- 最佳劇情影片導演（大衛·連，獲獎）
- 最佳劇情片男主角（奧瑪·雪瑞夫，獲獎）
- 最佳編劇（羅伯特·鮑特，獲獎）
- 最佳原創音樂（莫里斯·賈爾，獲獎）
- 最佳女新人（潔若婷·卓別林，提名）

### 康城電影節
- 金棕櫚獎（提名）

### 英國電影和電視藝術學院
- 最佳電影（提名）

### 格林美獎
- 最佳影視原創專輯（Album of Best Original Score Written for a Motion Picture or a Television Special）（羅伯特·鮑特，獲獎）

## 軼事
- 洛·史泰格用了十二個月參與電影《齊瓦哥醫生》中的演出。
- 《日瓦戈医生》一部片的收益，高於由大衛·連執導的其他電影的總和。
- 亞歷·堅尼斯與大衛·連在拍攝《齊瓦哥醫生》片期間經常發生爭執。根據亞歷·堅尼斯的說法，大衛·連擺出一副「巨星級導演」的姿態，並屢次針對亞歷·堅尼斯的個人及演技。這導致二人決裂，直至差不多二十年之後，二人才在《印度之旅》一片中再度合作。
- 《齊瓦哥醫生》片中的大部份「室外場景」都是在「室內」搭建。
- 麗塔·塔欣厄姆只花了兩個星期完成她的戲份。
- 《齊瓦哥醫生》片末段中齊瓦哥在街上見到的女子，到底是真是拉娜·安提波娃，抑或只是神似的女子，引起了愛好者之間爭論。若然該女子並非拉娜，將會是更大的悲劇與嘲弄。事實上，在這幕中飾演該女子的確是茱莉·姬絲蒂本人。拉娜隨後亦在喪禮中出現。
- 大衛·連以《日瓦戈医生》片中齊瓦哥與拉娜在逃兵之中相遇一幕，向他其中一齣喜歡的電影－由金·維多執導的《大閱兵》致意。

## 外部連結
- 互联网电影数据库（IMDb）上《齊瓦哥醫生》的资料（英文）
- 豆瓣电影上《齊瓦哥醫生》的資料 （简体中文）
- Masterpiece Theatre: Doctor 齊瓦哥
- Pasternak, Boris: Doctor 齊瓦哥 （页面存档备份，存于）
- Борис Пастернак/Доктор Живаго（俄文）
- Сериал Доктор Живаго (2005)[永久]（俄文）
- Homegrown Doctor 齊瓦哥 to Debut on Russian Television